# 艾慕莊園
《艾慕莊園》（英語：The Evermoor Chronicles，試播集名稱為）是一部於2014年10月10日在迪士尼頻道開播的英國影集。 本劇於2014年春天正式拍攝。
本劇起初為一部迷你劇，在2015年3月19日時，迪士尼宣布預訂本系列全季20集，並更名為以延續迷你劇劇情。 2015年9月5日，第一季正式殺青。 於國際兒童艾美獎上，Disney宣布本劇將會有第2季12集。

## 故事
克斯利一家嘗試在一個陌生的村莊定居。但艾慕莊園和大多數村莊不太一樣，這裡有能預測未來的毯子、有神祕的永恆使者。此外還有普遍的青少年問題，比如兄弟姐妹間的鬥爭以及青少年之間的愛慕等等！塔拉必須要學習如何負責任地運用自己的能力。她想要的只是正常的生活，在學校取得好成績，以及和她愛慕的對象柯麥隆在一起。但一系列不可思議的災難讓塔拉陷入了村莊史詩般的大戰

## 卡司
| 演員                   | 角色                  | 登場季數 | 登場季數 | 登場季數 |
| 演員                   | 角色                  | 試播集   | 1        | 2        |
| ---------------------- | --------------------- | -------- | -------- | -------- |
| 娜歐蜜·西奎拉          | 塔拉“泰勒”·克斯利     | 主演     | 主演     |          |
| 芬尼·卡斯迪            | 柯麥隆                | 主演     | 主演     | 主演     |
| 喬治婭·拉克            | 貝拉·克斯利           | 主演     | 主演     | 主演     |
| 喬丹·拉格倫            | 莎莎·道爾             | 主演     | 主演     |          |
| 喬治·希爾              | 賽柏斯汀“賽柏”·克斯利 | 主演     | 主演     |          |
| 喬吉·法默              | 傑克“小傑”·克斯利     | 主演     | 主演     | 主演     |
| 艾利克斯·斯塔克        | 路德                  | 主演     | 主演     | 主演     |
| 薩米·摩爾              | 奧托                  |          | 主演     | 主演     |
| 映蒂亞·瑞亞·艾慕提費歐 | 蕾西·費爾伯恩         |          | 主演     | 主演     |
| 碧琳達·史都華·威爾森   | 費歐娜·克斯利         | 主演     | 常設     |          |
| 丹·弗雷丹柏            | 勞勃·克斯利           | 主演     | 常設     |          |
| 克萊夫·羅維            | 道爾村長              | 常設     | 常設     |          |
| 莎朗·摩根              | 艾絲米蘭達            | 常設     | 常設     |          |
| 瑪格麗特·卡博恩·史密斯 | 克麗森                | 常設     | 常設     |          |
| 喬琪·葛倫              | 布莉姬·麥考伊         | 常設     | 常設     |          |
| 潔妮·艾格雷頓          | 可敦·萊福利           |          | 常設     |          |

- 娜歐蜜·西奎拉（Naomi Sequeira） 飾演 泰勒·克斯利（Tara Crossley）[註 1]

幼時曾跟隨母親一同來到艾慕莊園拜訪姑婆布莉姬，而她對艾慕莊園充滿好奇。小傑的姊姊，賽柏與貝拉無血緣關係的姊妹，夢想成為作家，非常有想像力。在布莉姬的引導下發現自己是至尊永恆使者。
- 芬尼·卡斯迪（Finney Cassidy） 飾演 柯麥隆（Cameron）[註 2]

泰勒與貝拉喜歡的對象，母親曾是一位永恆使者。艾絲米蘭達表示會找學期母親，但代價是得幫助艾絲米蘭達。
- 喬治婭·拉克（英语：Georgia Lock） 飾演 貝拉·克斯利（Bella Crossley）

賽柏的孿生姊妹，泰勒與小傑無血緣關係的姊妹。是個非常會打扮的女孩，一直很嫉妒泰勒與賽柏無話不談。喜歡柯麥隆。
- 喬丹·拉格倫（Jordan Loughran） 飾演 莎莎·道爾（Sorsha Doyle）[註 3]

永恆使者，道爾村長的女兒，喜歡賽柏。
- 喬治·希爾（George Sear） 飾演 賽柏斯汀“賽柏”·克斯利（Sebastian "Seb" Crossley）[註 4]

貝拉的攣生兄弟，泰勒與小傑無血緣關係的兄弟。較偏好有證據的事實，與泰勒關係非常融洽，比起貝拉，他似乎更關心泰勒。
- 喬吉·法默（Georgie Farmer） 飾演 傑克“小傑”·克斯利（Jake Crossley）

泰勒的親弟弟，賽柏與貝拉無血緣關係的弟弟，與路德成了好友。
- 艾利克斯·斯塔克（Alex Starke） 飾演 路德（Ludo）

小傑的好友，克麗森的兒子。
- 薩米·摩爾（Sammy Moore） 飾演 奧托（Otto）

- 映蒂亞·瑞亞·艾慕提費歐（India Ria Amarteifio） 飾演 蕾西·費爾伯恩（Lacie Fairburn）

- 碧琳達·史都華·威爾森（英语：Belinda Stewart-Wilson） 飾演 費歐娜·克斯利（Fiona Crossley）

小說家，泰勒與小傑的生母，貝拉與賽柏的繼母，與勞勃重組家庭。
- 丹·弗雷丹柏（Dan Fredenburgh） 飾演 勞勃·克斯利（Rob Crossley）

貝拉與賽柏的父親，泰勒與小傑的繼父，與費歐娜重組家庭。
- 克萊夫·羅維（英语：Clive Rowe） 飾演 道爾村長（Mayor Doyle）

莎莎的父親，在村子內兼任村長、老師與律師三份工作。
- 莎朗·摩根（英语：Sharon Morgan） 飾演 艾絲米蘭達（Esmerelda）

永恆使者的新領導人，是個神祕又充滿野心的人，對泰勒充滿敵意。非常偏好泥藤茶。
- 瑪格麗特·卡博恩·史密斯（英语：Margaret Cabourn-Smith） 飾演 克麗森（Crimson）

艾慕莊園的前管家，路德的母親，是位女巫，似乎無意離開艾慕莊園。
- 喬琪·葛倫（英语：Georgie Glen） 飾演 布莉姬·麥考伊（Bridget McCoy）

永恆使者的領導人，為了讓泰勒回到艾慕莊園而假死。
- 潔妮·艾格雷頓（Jennie Eggleton） 飾演 可敦·萊福利（Cotton Lively）

## 集數

### 集數概覽
| 季數 | 季數   | 集數 | 英國播出時間   | 英國播出時間   |
| 季數 | 季數   | 集數 | 首播           | 季終           |
| ---- | ------ | ---- | -------------- | -------------- |
|      | 試播集 | 4    | 2014年10月10日 | 2014年10月31日 |
|      | 1      | 20   | 2015年11月9日  | 2016年3月28日  |
|      | 2      | 12   | 2017年5月8日   | 2017年7月24日  |

### 試播集
| 總集數 | 集數 | 標題                            | 導演          | 編劇        | 英國 播出時間  | 美國 播出時間  | 英國收視 （百萬） | 美國收視 （百萬） |
| ------ | ---- | ------------------------------- | ------------- | ----------- | -------------- | -------------- | ----------------- | ----------------- |
| 1      | 1    | 神秘村莊 The Mysterious Village | 克里斯·卡譚姆 | 比德·布萊克 | 2014年10月10日 | 2014年10月17日 | 0.111             | 1.864             |
| 2      | 2    | 火燒房子 Fire In House          | 克里斯·卡譚姆 | 比德·布萊克 | 2014年10月17日 | 2014年10月17日 | 0.109             | 1.864             |
| 3      | 3    | 魔法打字機 Magical Typewriter   | 克里斯·卡譚姆 | 比德·布萊克 | 2014年10月24日 | 2014年10月24日 | 0.169             | 1.614             |
| 4      | 4    | 至尊永恆使者 Supreme Everine    | 克里斯·卡譚姆 | 比德·布萊克 | 2014年10月31日 | 2014年10月24日 | 0.221             | 1.455             |

### 第一季
| 總集數 | 集數 | 標題                                | 導演            | 編劇            | 英國 播出時間  | 美國 播出時間 | 英國收視 （百萬） | 美國收視 （百萬） |
| ------ | ---- | ----------------------------------- | --------------- | --------------- | -------------- | ------------- | ----------------- | ----------------- |
| 5      | 1    | Normal                              | 瑞貝卡·萊克洛夫 | 比德·布萊克     | 2015年11月9日  | ( )           | 1.20              | 待公佈            |
| 6      | 2    | Weaving Bad                         | 瑞貝卡·萊克洛夫 | 比德·布萊克     | 2015年11月10日 | ( )           | 1.14              | 待公佈            |
| 7      | 3    | Night of the Stench                 | 瑞貝卡·萊克洛夫 | 比德·布萊克     | 2015年11月16日 | ( )           | 1.16              | 待公佈            |
| 8      | 4    | Drifty                              | 瑞貝卡·萊克洛夫 | 比德·布萊克     | 2015年11月17日 | ( )           | 0.98              | 待公佈            |
| 9      | 5    | Tallulah Brinkworth Meets Her Match | 瑞貝卡·萊克洛夫 | 比德·布萊克     | 2015年11月23日 | ( )           | 1.50              | 待公佈            |
| 10     | 6    | Forevermoor                         | 喬丹·霍格       | 比德·布萊克     | 2015年11月24日 | ( )           | 1.42              | 待公佈            |
| 11     | 7    | Day of Hearts                       | 喬丹·霍格       | 茱莉·鮑威爾     | 2015年11月30日 | ( )           | 1.00              | 待公佈            |
| 12     | 8    | The Labours of Bella                | 喬丹·霍格       | 尼爾·瓊斯       | 2015年12月1日  | ( )           | 0.90              | 待公佈            |
| 13     | 9    | Spellbound                          | 喬丹·霍格       | 莎拉·考陶爾德   | 2015年12月7日  | ( )           | 0.90              | 待公佈            |
| 14     | 10   | Nothing Rhymes with Cameron         | 喬丹·霍格       | 比德·布萊克     | 2015年12月8日  | ( )           | 0.82              | 待公佈            |
| 15     | 11   | Twist of Fate                       | 格雷姆·哈波     | 莎拉·考陶爾德   | 2016年2月15日  | ( )           | 待定              | 待公佈            |
| 16     | 12   | A Fuffwah too Far                   | 格雷姆·哈波     | 比德·布萊克     | 2016年2月16日  | ( )           | 待定              | 待公佈            |
| 17     | 13   | Valentina                           | 格雷姆·哈波     | 尼爾·瓊斯       | 2016年2月17日  | ( )           | 待定              | 待公佈            |
| 18     | 14   | Operations Lights Out               | 格雷姆·哈波     | 莎拉·考陶爾德   | 2016年2月18日  | ( )           | 待定              | 待公佈            |
| 19     | 15   | Being Bella                         | 格雷姆·哈波     | 比德·布萊克     | 2016年2月22日  | ( )           | 待定              | 待公佈            |
| 20     | 16   | The Science of Seb                  | 史蒂夫·休斯     | 尼爾·瓊斯       | 2016年2月29日  | ( )           | 待定              | 待公佈            |
| 21     | 17   | The Rise of Hollowfall              | 史蒂夫·休斯     | 提姆·康普頓     | 2016年3月7日   | ( )           | 待定              | 待公佈            |
| 22     | 18   | New Flames                          | 史蒂夫·休斯     | 保羅·格斯登伯格 | 2016年3月14日  | ( )           | 待定              | 待公佈            |
| 23     | 19   | The Egg and the Snoot               | 史蒂夫·休斯     | 比德·布萊克     | 2016年3月21日  | ( )           | 待定              | 待公佈            |
| 24     | 20   | Nevermoor                           | 史蒂夫·休斯     | 比德·布萊克     | 2016年3月28日  | ( )           | 待定              | 待公佈            |

## 海外播出
美國迪士尼頻道於2014年10月17日首播， 加拿大則在家庭頻道首播。 2014年10月31日於迪士尼頻道 (澳大利亞與紐澤西)首播。 臺灣與香港於2015年10月31日以原創電影的方式首播。

## 備註
1. ↑  臺灣字幕寫作「泰勒」，但配音稱作「泰拉」。
2. ↑  臺灣字幕寫作「柯麥隆」，但配音稱作「卡麥隆」。
3. ↑  臺灣字幕寫作「莎莎」，但配音稱作「蘇莎」。
4. ↑  臺灣字幕寫作「賽柏」，但配音稱作「賽巴」。

## 外部連結
- 官方网站
- 互联网电影数据库（IMDb）上《艾慕莊園》的资料（英文）